# Juan Ramón Verón
Juan Ramón Verón (ur. 17 marca 1944 w La Placie, zm. 27 maja 2025 tamże) – piłkarz argentyński grający na pozycji napastnika (lewoskrzydłowego). Podczas kariery piłkarskiej nosił przydomek „La Bruja” (Wiedźma). Był ojcem innego piłkarza, Juana Sebastiána Veróna.

## Życiorys
Verón rozpoczynał karierę w Estudiantes La Plata, w barwach którego zadebiutował już w wieku 18 lat. Debiut w Primera División miał miejsce 12 grudnia 1962, a Estudiantes przegrało wówczas na wyjeździe z Boca Juniors. Przez blisko trzy sezony był to jedyny mecz Veróna w lidze i do składu Esutdiantes wrócił dopiero w 1965 roku. 25 kwietnia tamtego roku zdobył swojego pierwszego gola, w przegranym 2:3 meczu z CA Banfield. Stał się wówczas podstawowym graczem klubu i przez kolejne lata jednym z czołowych zawodników klubu i twórcą jego potęgi. Największym sukcesem było najpierw wywalczenie w 1967 roku mistrzostwa Argentyny (Verón w mistrzowskim sezonie rozegrał 30 meczów i strzelił 14 goli), a rok później awans do finału Copa Libertadores. Tam w finałowych meczach z brazylijskim SE Palmeiras Juan Ramón należał do najlepszych piłkarzy i zdobył 2 gole, a po dwóch zwycięstwach (2:1 i 2:0) oraz porażce (1:3) klub z La Platy osiągnął największy sukces w historii. W tym samym roku Verón zdobył jedną z bramek w Pucharze Interkontynentalnym z Manchesterem United i „Zabójcy szczurów” wygrali także i to trofeum. W kolejnych dwóch latach klub nie miał sobie równych w Copa Libertadores i z Verónem w składzie w 1969 i 1970 roku także sięgnął po to trofeum.
Latem 1972 roku Verón przeszedł do greckiego Panathinaikosu AO. W 1973 roku wywalczył mistrzostwo Grecji, a przez 2 lata gry zdobył 22 gole dla ateńskiego zespołu. Następnie na rok wrócił do Estudiantes, a w latach 1976–1979 grał w Kolumbii w Atlético Junior (w 1977 mistrzostwo kraju) oraz przez rok w Cúcuta Deportivo. Po zagranicznych wojażach powrócił w 1980 roku do swojego rodzimego klubu, Estudiantes, gdzie pograł przez 2 lata i w 1981 roku zakończył piłkarską karierę (ostatni mecz rozegrał 22 listopada a Estudiantes pokonało Atlético Tucumán 2:1).
Po zakończeniu kariery Verón przez krótki okres trenował drużyny w Ameryce Środkowej, a następnie był jednym z doradców w Estudiantes.
| Sezon   | Klub                 | Kraj      | Rozgrywki                                | Mecze | Bramki |
| ------- | -------------------- | --------- | ---------------------------------------- | ----- | ------ |
| 1962    | Estudiantes La Plata | Argentyna | Primera División                         | 1     | 0      |
| 1963    | Estudiantes La Plata | Argentyna | Primera División                         | 0     | 0      |
| 1964    | Estudiantes La Plata | Argentyna | Primera División                         | 0     | 0      |
| 1965    | Estudiantes La Plata | Argentyna | Primera División                         | 25    | 8      |
| 1966    | Estudiantes La Plata | Argentyna | Primera División                         | 20    | 0      |
| 1967    | Estudiantes La Plata | Argentyna | Primera División                         | 30    | 14     |
| 1968    | Estudiantes La Plata | Argentyna | Primera División                         | 28    | 8      |
| 1969    | Estudiantes La Plata | Argentyna | Primera División                         | 25    | 9      |
| 1970    | Estudiantes La Plata | Argentyna | Primera División                         | 41    | 6      |
| 1971    | Estudiantes La Plata | Argentyna | Primera División                         | 25    | 12     |
| 1972    | Estudiantes La Plata | Argentyna | Primera División                         | 17    | 6      |
| 1972/73 | Panathinaikos AO     | Grecja    | Alpha Ethniki                            | 29    | 14     |
| 1973/74 | Panathinaikos AO     | Grecja    | Alpha Ethniki                            | 28    | 8      |
| 1975    | Estudiantes La Plata | Argentyna | Primera División                         | 43    | 9      |
| 1976    | Atlético Junior      | Kolumbia  | Primera A                                | ?     | ?      |
| 1977    | Atlético Junior      | Kolumbia  | Primera A                                | ?     | ?      |
| 1978/79 | Cúcuta Deportivo     | Kolumbia  | Primera A                                | ?     | ?      |
| 1980    | Estudiantes La Plata | Argentyna | Primera División                         | 31    | 9      |
| 1981    | Estudiantes La Plata | Argentyna | Primera División                         | 4     | 0      |
|         |                      |           | Łącznie w argentyńskiej Primera División | 290   | 78     |
|         |                      |           | Łącznie w Alpha Ethniki                  | 57    | 22     |

## Sukcesy
- Mistrzostwo Argentyny: 1967 z Estudiantes
- Copa Libertadores: 1968, 1969, 1970 z Estudiantes
- Puchar Interkontynentalny: 1968 z Estudiantes
- Mistrzostwo Grecji: 1972 z Panathinaikosem
- Mistrzostwo Kolumbii: 1977 z Atlético Junior

## Źródła
- Juan Ramón Verón, [w:] baza Transfermarkt (zawodnicy) [dostęp 2025-05-27].
- Juan Ramón Verón w bazie National Football Teams (ang.) [dostęp 2025-05-27]